# Allium pallens
Allium pallens là một loài thực vật có hoa trong họ Amaryllidaceae. Loài này được Carl von Linné mô tả khoa học đầu tiên năm 1762.

## Hình ảnh

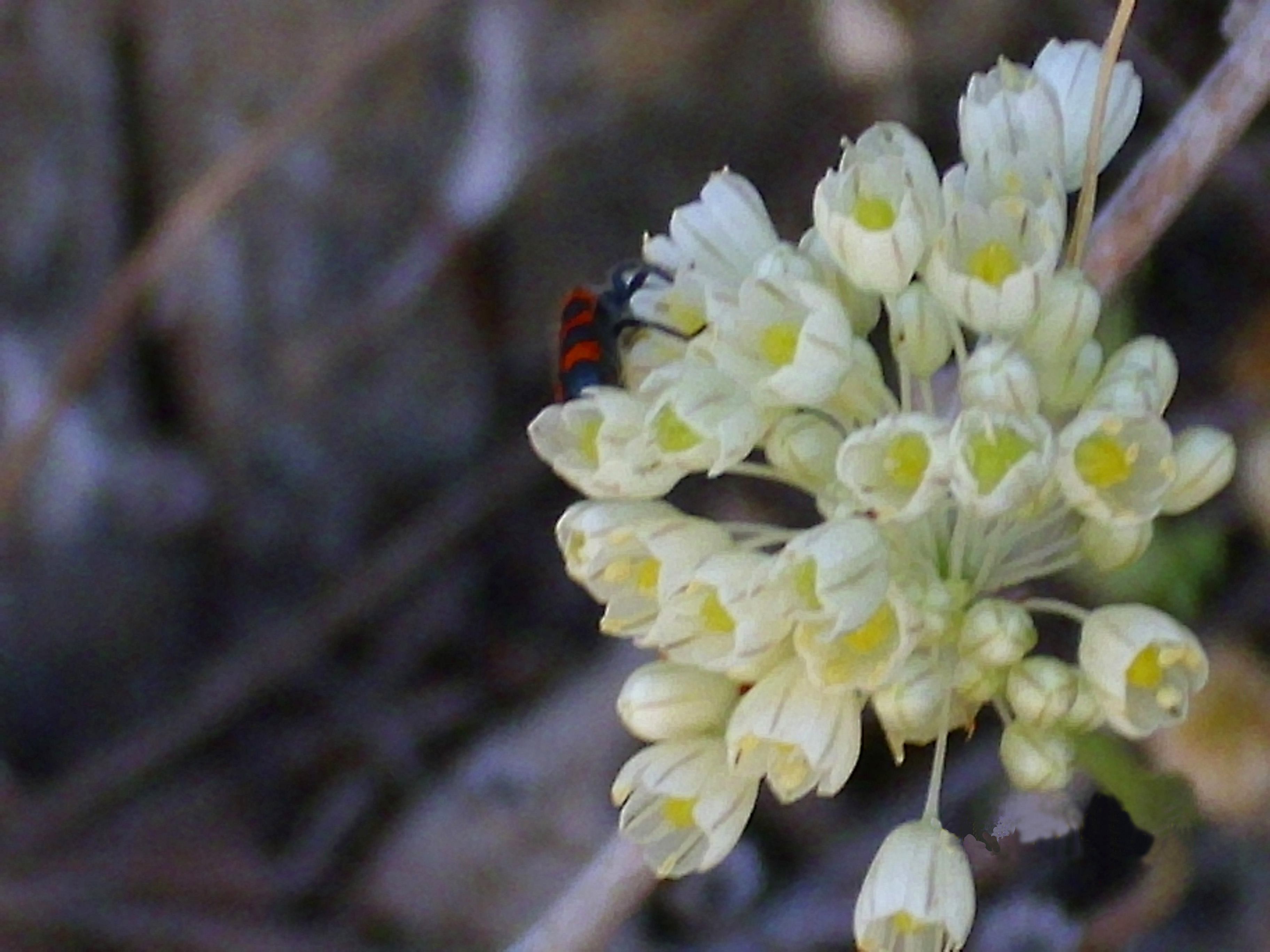
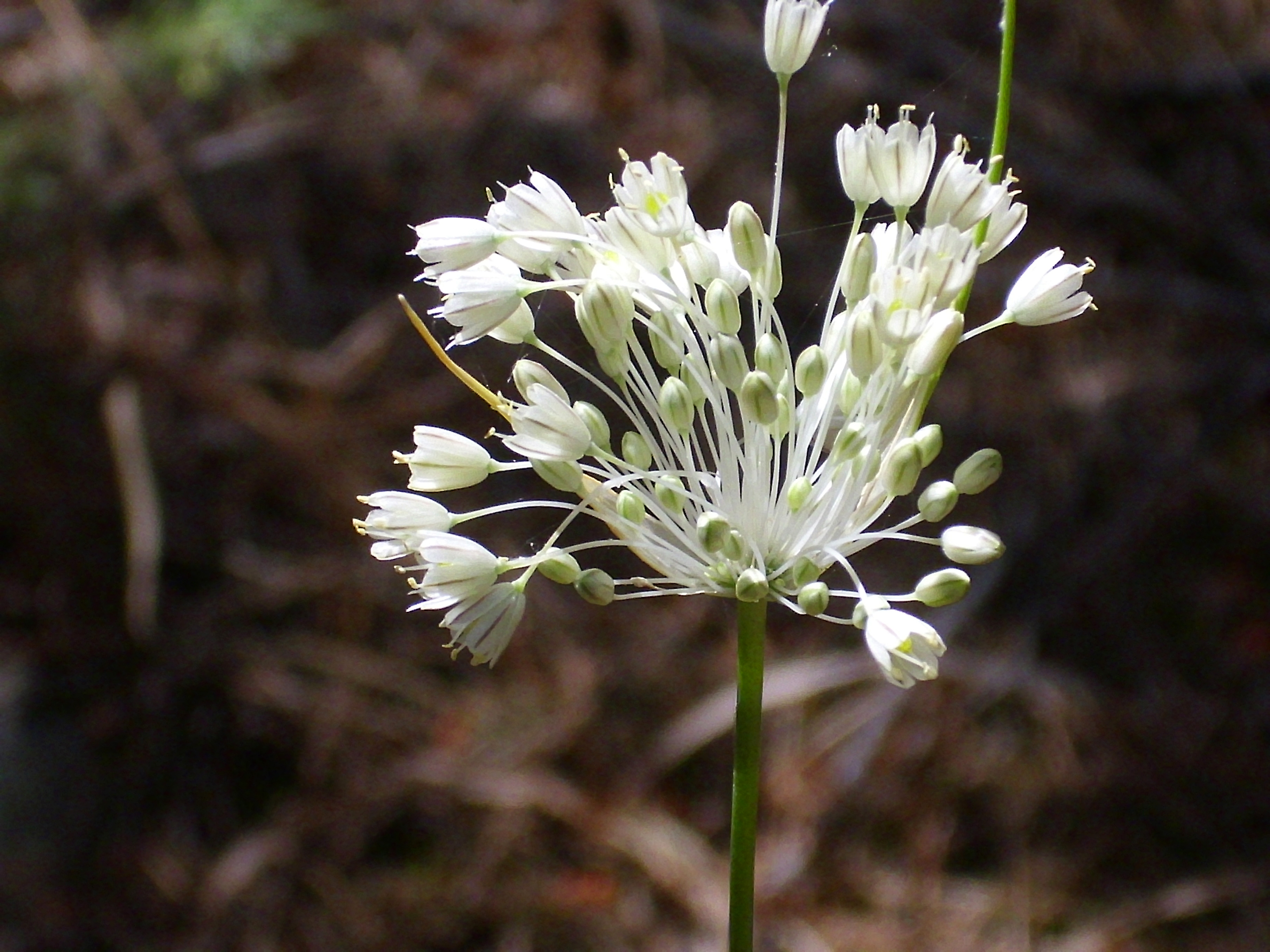
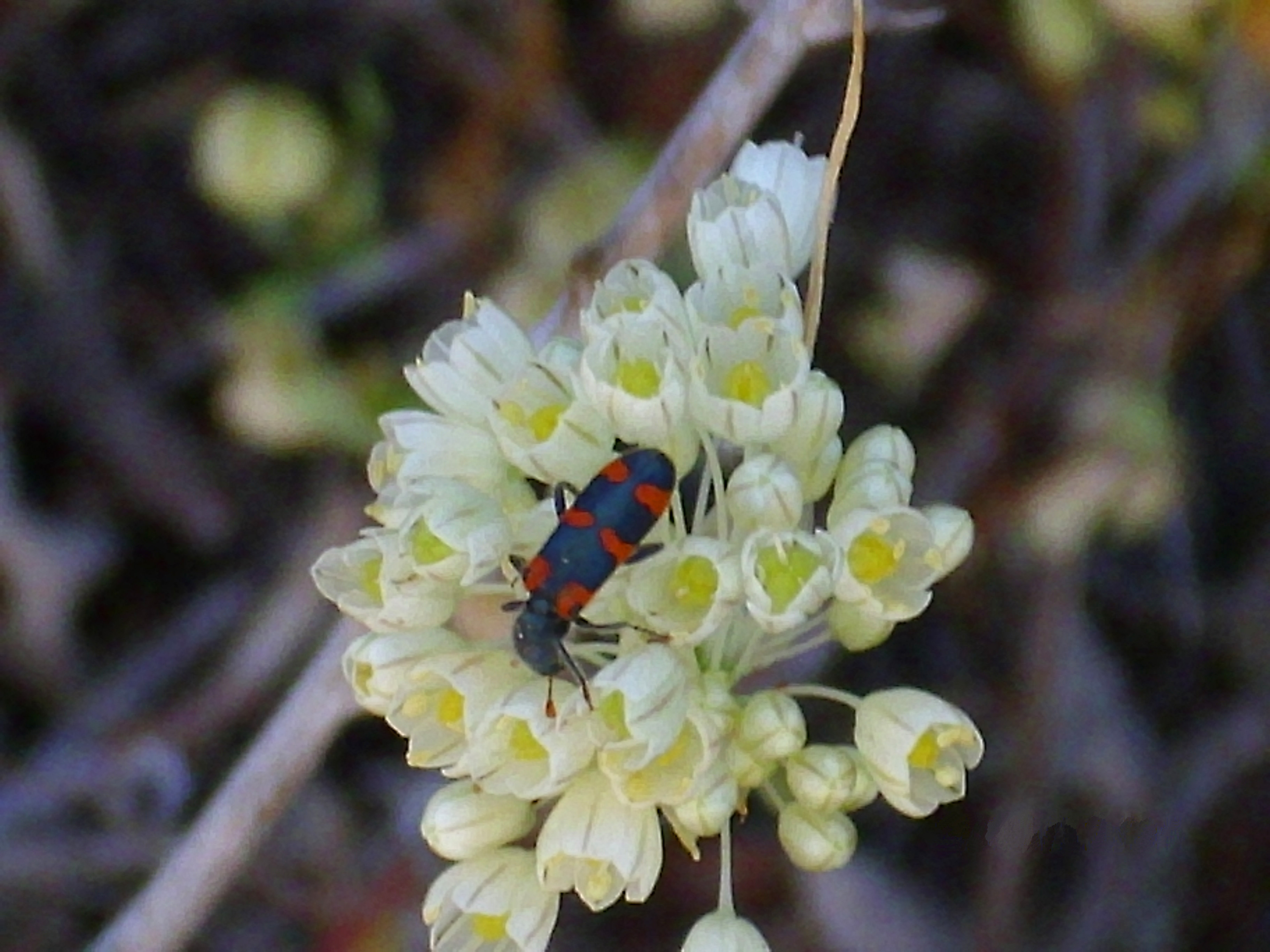
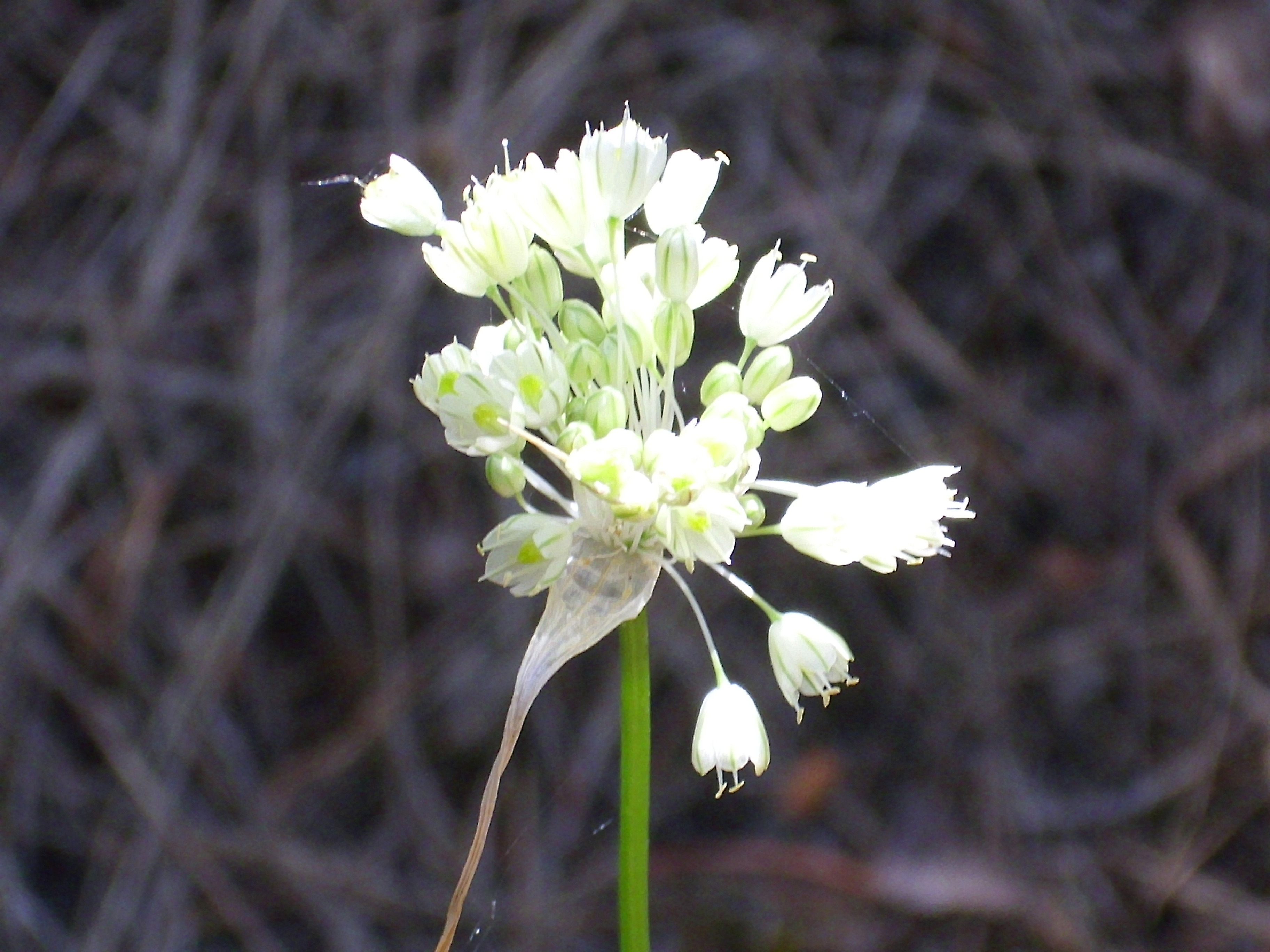